# Morning Musume Concert Tour 2011 Aki : Ai Believe ~Takahashi Ai Sotsugyō Special~
Albums de Morning Musume
Concert Tour 2011 Haru
(2011) Concert Tour 2012 Haru
 Morning Musume Concert Tour 2011 Aki : Ai Believe ~Takahashi Ai Sotsugyō Special~  (モーニング娘。コンサートツアー2011秋 愛BELIEVE ～ 高橋愛卒業記念スペシャル ～) est une vidéo musicale (DVD) du groupe de J-pop Morning Musume, la vingt-sixième d'un concert du groupe.

## Présentation
La vidéo sort le 28 décembre 2011 sur le label zetima, aux formats DVD et Blu-ray. 
Le concert a été filmé le 30 septembre 2011, en promotion de l'album 12, Smart qui sortira le mois suivant et dont neuf des titres sont interprétés.
Ce concert est un de ceux de la deuxième tournée du groupe avec les quatre membres de la 9e génération. Plusieurs chansons ne sont interprétés que par quelques membres du groupe ou en solo. Quatre sont interprétées dans un medley. L'une des membres, Aika Mitsui, blessée lors de la tournée, ne fait qu'une apparition en fin de concert, accompagnée des quatre nouvelles membres de la 10e génération sélectionnées la veille, qui sont à nouveau présentées au public.
C'est le concert de sotsugyō (ou graduation) de la leader du groupe, Ai Takahashi, au terme duquel elle quitte officiellement le groupe et le Hello! Project. La tournée est nommée en son honneur Ai Believe (pour I Believe). Elle effectue sa graduation le jour de la dernière représentation de la tournée. Risa Niigaki devient alors la nouvelle leader du groupe.

## Membres
- 5e génération : Ai Takahashi, Risa Niigaki
- 6e génération : Sayumi Michishige, Reina Tanaka
- 8e génération : Aika Mitsui (apparition)
- 9e génération : Mizuki Fukumura, Erina Ikuta, Riho Sayashi, Kanon Suzuki
- 10e génération : Haruna Iikubo, Ayumi Ishida, Masaki Satō, Haruka Kudō (apparition)

## Liste des titres
| 1.  | Opening (présentation) |  |
| 2.  | Mr. Moonlight ~Ai no Big Band~ (Mr. Moonlight～愛のビッグバンド～) (de l'album 4th Ikimasshoi!)                                       |  |
| 3.  | VTR - Member Introduction (VTR映像 メンバー紹介)                                                                                      |  |
| 4.  | Kono Chikyū no Heiwa wo Honki de Negatterun da yo! (この地球の平和を本気で願ってるんだよ!) (de l'album 12, Smart)                     |  |
| 5.  | Kare to Issho ni Omise ga Shitai! (彼と一緒にお店がしたい!) (du single Kono Chikyū no Heiwa (...) et de l'album 12, Smart)            |  |
| 6.  | MC 1 (présentation de la 10e génération)                                                                                              |  |
| 7.  | Resonant Blue (リゾナント ブルー) (de l'album Platinum 9 Disc)                                                                        |  |
| 8.  | Yamete Yo! Sindbad (やめてよ! シンドバッド) (du single Only You)                                                                      |  |
| 9.  | My Way ~Joshikō Hanamichi~ (My Way ~女子校花道~) (de l'album 12, Smart)                                                               |  |
| 10. | MC 2 (Jeu sur Mr. Moonlight avec Michishige et la 9e génération sauf Sayashi)                                                         |  |
| 11. | Silver no Udedokei (シルバーの腕時計) (par Sayashi, Tanaka et Niigaki) (de l'album 12, Smart)                                         |  |
| 12. | Kono Ai wo Kasanete (この愛を重ねて) (par Takahashi et Niigaki) (de l'album 12, Smart)                                                |  |
| 13. | MC 3 (présentation) |  |
| 14. | Suki na Senpai (好きな先輩) (par Takahashi et Niigaki) (de l'album 4th Ikimasshoi!)                                                   |  |
| 15. | MC 4 (par Michishige et Tanaka) |  |
| 16. | Denwa de ne (電話でね) (par Takahashi) (de l'album Fantasy! Jūichi)                                                                   |  |
| 17. | VTR Ai Takahashi Special |  |
| 18. | Songs (SONGS) (de l'album Platinum 9 Disc)                                                                                            |  |
| 19. | Give me Love (Give me 愛) (de l'album 12, Smart)                                                                                      |  |
| 20. | MC 5 (présentation) |  |
| 21. | Medley (Jōnetsu no Kiss wo Hitotsu (par Takahashi, Tanaka, Niigaki) / Egao YES Nude / Motto aishite hoshii no / Guruguru Jump)        |  |
| 22. | MC 6 (présentation) |  |
| 23. | OK Yeah! (OK YEAH !) (de l'album 12, Smart)                                                                                           |  |
| 24. | Only You (Only you) (de l'album 12, Smart)                                                                                            |  |
| 25. | Maji Desu ka Ska! (まじですかスカ!) (de l'album 12, Smart)                                                                            |  |
| 26. | MC 7 (présentation) |  |
| 27. | Bravo! (ブラボー!) (de l'album Fantasy! Jūichi)                                                                                       |  |
| 28. | MC 8 (Encore) (Discours d'Ai Takahashi)                                                                                               |  |
| 29. | Jishin Motte Yume Motte Tobidatsu Kara (自信持って 夢を持って 飛び立つから) (Encore) (du single Kono Chikyū (...) / édition spéciale) |  |
| 30. | MC 9 - Sotsugyō Ceremony (卒業セレモニー) (Présence d'Aika Mitsui et de la 10e generation)                                            |  |
| 31. | Tomo (友(とも) (Encore) (du single Seishun Collection) (Présence d'Aika Mitsui et de la 10e génération)                               |  |
| 32. | Namidacchi (涙ッチ) (Encore) (de l'album 10 My Me) (Présence d'Aika Mitsui)                                                           |  |